# Abbaye Notre-Dame de Pébrac
L'abbaye Notre-Dame de Pébrac (Haute-Loire), est une abbaye romane située à Pébrac, dominant la vallée de la Desges. 

## Historique et description

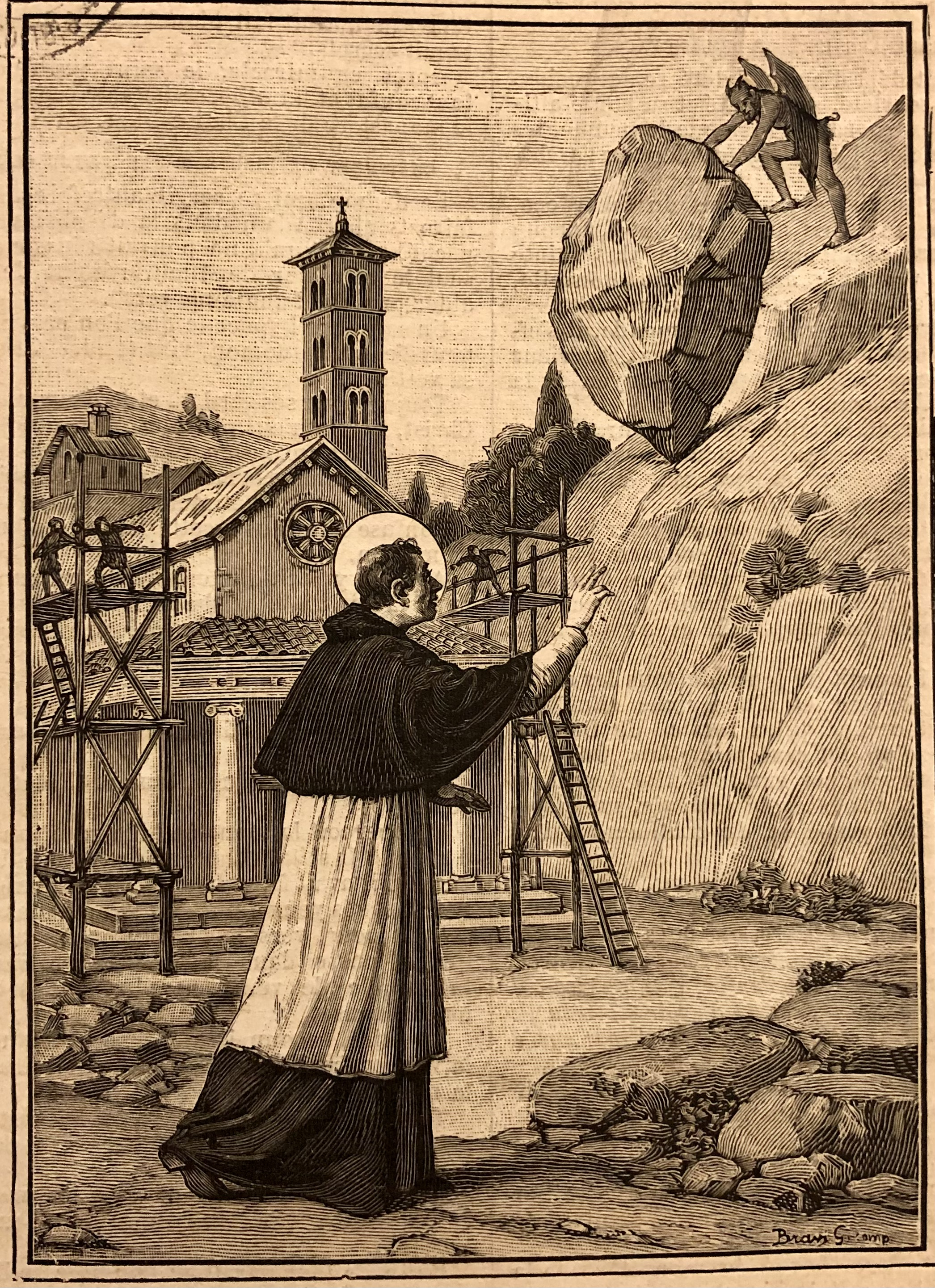
Saint Pierre de Chavanon sauvant l'église Notre Dame de Pébrac

Le monastère est fondé en 1062 par saint Pierre de Chavanon, archiprêtre de Langeac né vers 1007. Le pape Urbain II, en visite à Brioude, érige le monastère en abbaye en 1097 alors que Bernard I de Chasnac est à la tête de l'établissement. Son premier abbé commendataire est Jean de Langeac en 1525,.
L'abbaye est agrandie aux XIVe et XVe siècles. Elle comporte un chœur de deux travées, des chapelles, un clocher armorié, une façade avec balcon en bois du XVIe siècle, des chapiteaux sculptés. Le trésor de l'abbaye comporte notamment une chape de soie brodée (XIIe), une croix (XVe), un calice (XVIIe), un lutrin (XVIIe).
Les vestiges des bâtiments conventuels sont le portail d'entrée et caves voûtés, l'escalier avec boiseries et deux trumeaux de porte peints, la cuisine avec cheminée et évier sculpté, la grande salle avec plafond à la française et la salle à manger avec décor de stucs ; le salon lambrissé avec cheminée à pilastres, et trois chambres à alcôve (avec pilastres, volutes et damiers). L'ensemble de l'abbaye a été classé au titre des monuments historiques le 8 mars 2001. Ces bâtiments conventuels ne sont pas ouverts au public.
Le jardin du prieuré est maintenant un jardin botanique ouvert au public toute l'année.